# Psaenythia capito
Psaenythia capito là một loài Hymenoptera trong họ Andrenidae. Loài này được mô tả khoa học năm 1868 bởi Gerstäcker.